# ジョバンニ・ファベール

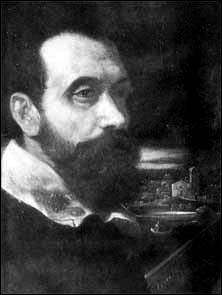
ジョバンニ・ファベール
(ピーテル・パウル・ルーベンス作)

ジョバンニ・ファベール（Giovanni Faber 、ドイツ語名 Johann Faber、1574年 – 1629年9月29日）は現ドイツ、バイエルンのバンベルク生まれの医師、博物学者で、1598年からローマで働いた。バチカン薬草園（後のローマ大学植物園）でも働き、ガリレオ・ガリレイが会員として参加したアッカデーミア・デイ・リンチェイの会員でもあり、ガリレオの改良した顕微鏡（ガリレオは"occhiolino"（小さな目）と呼んでいた）を、望遠鏡の"telescope"に対して、"microscope"と名付けた人物として知られる。

## 略歴
バイエルンのバンベルクで生まれた。1歳の時両親をペストの流行で失い孤児となったが、いとこのもとで、カトリックの信者として教育を受けた. 。ヴュルツブルク大学で医学を学び、1957年に卒業した。さらに医学を学ぶためにローマに移り、サント・スピリト病院（Ospedale di Santo Spirito）で医師として働いた。解剖学の発展を知り、後に自らも動物の解剖学的研究をするようになった。1600年にローマ・アカデミーの植物学と解剖学の教授に任じられ、同じ年、教皇の植物園（Giardini botanici papali、後のローマ・ラ・サピエンツァ大学植物園）の園長に任じられた。教皇パウルス5世の命令でヴァチカンの庭園の植物をふやすためにナポリを訪れ、ナポリでは、薬種商、フェッランテ・インペラート（Ferrante Imperato）の「驚異の部屋」を訪れ、『自然魔術』の著者、ジャンバッティスタ・デッラ・ポルタや植物学者、ファビオ・コロンナのもとを訪れた 。自らのローマの邸宅に、絵画や植物を集め、有名なコレクターとなった。収集した動物や植物や鉱物の標本の中には、トラやライオンなどの100を超える骨格標本が含まれていた。これらのコレクションは画家のフィリッポ・ナポレターノ（Filippo Napoletano）の題材にもなった。
1608年にローマの市民権を得て、ドイツ出身の女性と結婚した。薬種商でローマで有名な庭園の持ち主コルヴィーノと親しくなったことから、富裕な名門の子息でアッカデーミア・デイ・リンチェの創立者のフェデリコ・チェージらに紹介され、チェージらとラツィオで植物採集の旅を行った。1911年にアッカデーミア・デイ・リンチェイの会員に加わった。アッカデーミア・デイ・リンチェイの会員となった、ガリレオからチェージに贈られた自作の顕微鏡に"microscope"と名付けたのはファベールとされる。